# Дан (Стародавній Ізраїль)

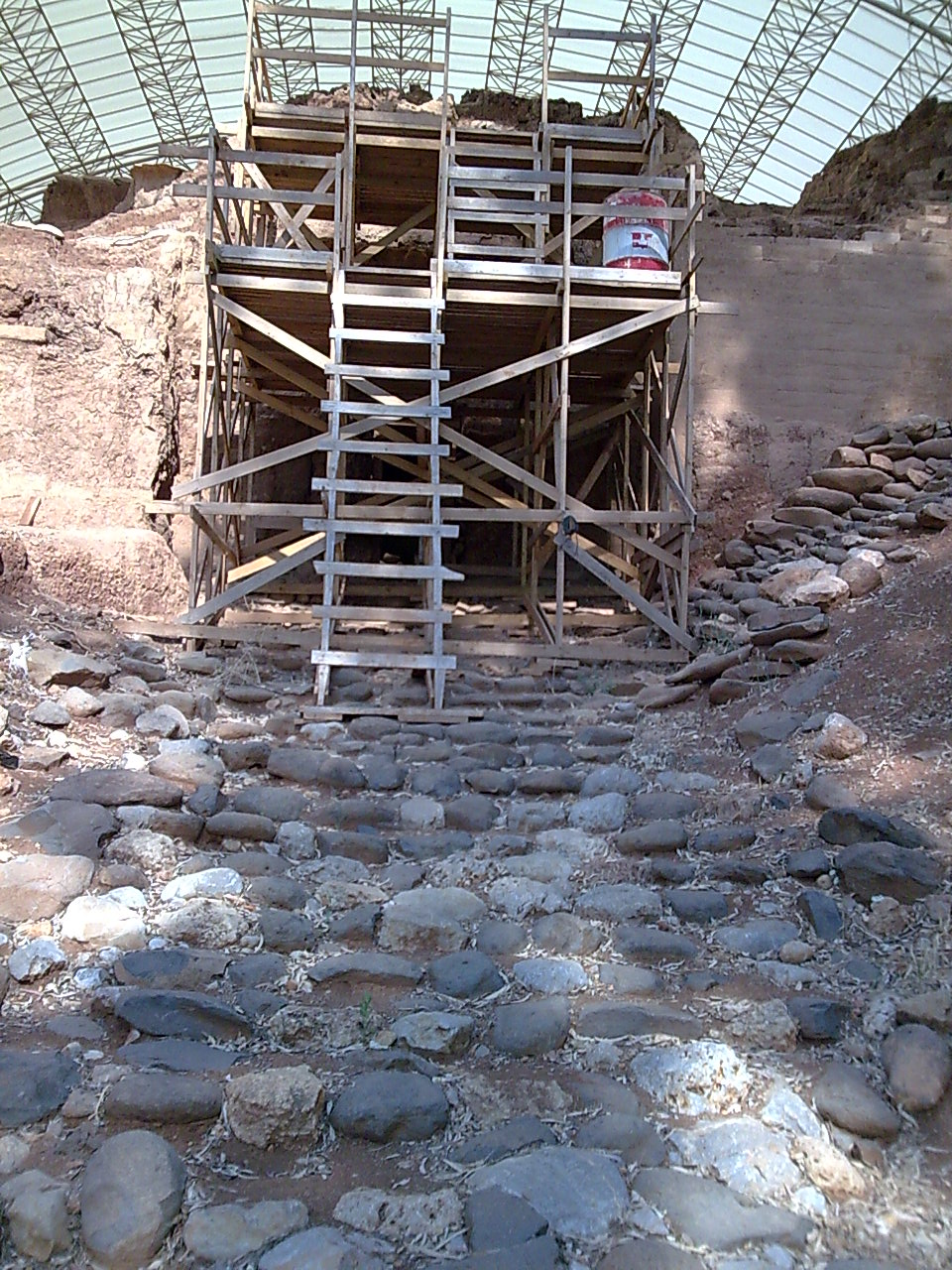
Тель Дан — Розкопки та реконструкція Східних воріт епохи Бронзової доби

Дан, Тель Дан (івр. תל דן, Пагорб судді) — місцевість, природний парк на півночі Ізраїлю, колись біблійне місто.

## Історія

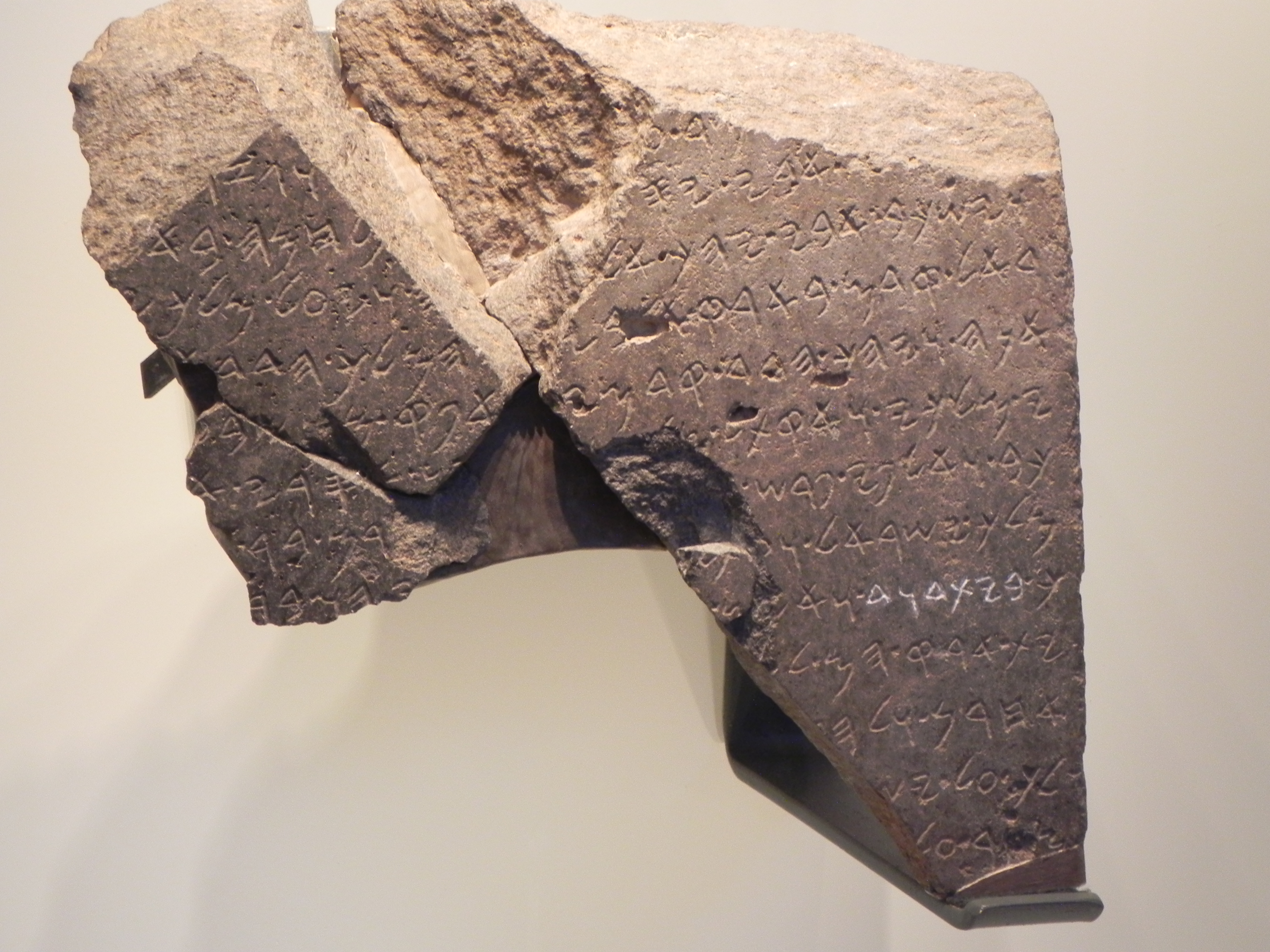
Стела Тель-Дана, bytdwd виділено.

Місто на початку своєї історії спочатку було під владою фінікійського міста Сидон і називався Лаїш. Євреї з племені Дана захопили місто і назвали його Дан (Сд. 18:29). У Біблії місто згадується як крайня північ  ізраїльських земель (Сд. 20:1). Після поділу соломонового царства, цар північного ізраїльського царства Єровоам I на кордоні з Юдейським царством в Бет-Елі і на півночі ізраїльського царства в Дані встановив ідоли золотих тельців на противагу Єрусалимському Храмові, причому він сам також здійснював їм жертвопринесення. За часів римського панування місто було покинуте і лише у 1883 році дослідник Палестини Едвард Робінсон визначив у цій місцевості старовинне місто Дан. У 1966 році професор Авраам Біран розпочав археологічні дослідження у цьому місті. Серед археологічних знахідок виявлених під час розкопок — арочні міські ворота середини 18-го століття до н. е. і Стела з Тель-Дан, 9-го століття до н. е., періоду Північно-Ізраїльського царства. Стела з написом арамейською мовою була поставлена в місті одним з царів Арама, можливо, Хазаїлом в честь перемоги над царем Ізраїлю. Надпис згадує дім Давида (bytdwd) і є першим позабіблійним свідченням імені царя Давида.

## Природний резерват
За право доступу до джерела води, що знаходилось якраз на самому міждержавному кордоні, у 1964 році велися бойові дії між державами Сирія і Ізраїль. Внаслідок цієї війни за воду, кордон перемістився далі на північ Ізраїля.
У Тель Дан знаходиться одне з трьох і водночас найпродуктивніше джерело Йордану, з якого витікає 240 мільйонів м3 води за рік. З такою продуктивністю джерело Дану є найпотужнішими в усьому Близькому Сході. Водночас область живлення джерела є незначною. Вода з джерела виходить із стабільною температурою 14,5 °C та високою якістю і чистотою. З 1974 року область Тель Дан оголошена областю охорони водних ресурсів та розширена у 1984 році.